# Parafia Przemienienia Pańskiego w Ogrodzieńcu
Parafia Przemienienia Pańskiego – rzymskokatolicka parafia znajdująca się w Ogrodzieńcu. Parafia należy do dekanatu pilickiego, diecezji sosnowieckiej i metropolii częstochowskiej. Utworzona w latach 1346-1358.

## Proboszczowie parafii
- ks. Stanisław Sobieraj (?-1963)
- ks. Stanisław Oleś (1963-1993)
- ks. Józef Podkowa (1993-2011)
- ks. Jacek Furtak (2011-obecnie)